# Annemieke Fokke
Annemieke Fokke   (Heemstede, 4 de novembre de 1967), de casada Wilbrenninck, és una jugadora d'hoquei sobre herba neerlandesa, ja retirada, que va competir durant les dècades de 1980 i 1990.
El 1988 va prendre part en els Jocs Olímpics d'Estiu de Seül, on guanyà la medalla d'or en la competició d'hoquei sobre herba. Quatre anys més tard, als Jocs de Barcelona, fou sisena en la mateixa competició. En el seu palmarès també destaquen una medalla d'or a la Copa del món d'hoquei sobre herba, una d'or i una de bronze al Champions Trophy i una d'or al Campionat d'Europa. Durant la seva carrera disputà 83 partits amb la selecció neerlandesa.